# Nauplio (mitologia)
Nauplio (in greco antico Ναύπλιος, Nàuplios) è un personaggio della mitologia greca, figlio di Clitoneo e padre di Palamede, Eace e Nausimedonte.

## Mitologia
Fu il fondatore della città di Nauplia e re dell'Eubea. Per vendicare il figlio lapidato dai suoi stessi compagni insinuò il dubbio tra le donne dei comandanti greci circa la condotta dei loro mariti, i quali a suo dire spendevano buona parte del tempo in compagnia di concubine locali che in seguito intendevano riportare in Grecia. Conseguenza di questo gesto fu tra l'altro il tradimento di Clitennestra con Egisto.
Fu sempre Nauplio che fece pervenire ad Anticlea, madre di Ulisse, la falsa notizia che il figlio era morto in combattimento, cosa che portò la donna al suicidio. Non pago ingannò la flotta achea di ritorno da Troia: durante la notte fece accendere dei fuochi lungo la scogliera, sul monte Cafareo; molte navi della flotta, credendo di essere in prossimità di un porto, vi andarono a naufragare.
Lo scopo principale di Nauplio era la morte di Ulisse, il responsabile dell'inganno contro Palamede, ma saputo che egli si era salvato, il re dell'Eubea si uccise. Secondo un'altra versione fu lo stesso Zeus che, per punire la vendetta troppo cruenta, gli fece fare un'analoga fine a quella che aveva procurato ai nemici, facendo schiantare la sua nave contro alcuni scogli.
Nauplio è citato anche fra gli Argonauti e, grazie alle sue abilità al timone, guidò in alcune occasioni la nave Argo dopo la morte del timoniere Tifi.

## Nauplio figlio di Poseidone
Nella mitologia greca è presente un altro Nauplio, figlio del dio del mare Poseidone e della danaide Amimone. I miti sui due a volte si confondono, e anche questo Nauplio è indicato come fondatore della città di Nauplia e provetto navigatore. Apollonio Rodio però distingue chiaramente tra i due e fornisce anche una linea genealogica che li collega: Nauplio I –Preto – Lerno – Naubolo – Clitoneo – Nauplio II.